# Lawrenceburg (Indiana)
Lawrenceburg és una població dels Estats Units a l'estat d'Indiana. Segons el cens del 2000 tenia 4.685 habitants.

## Demografia
Segons el cens del 2000, Lawrenceburg tenia 4.685 habitants, 1.914 habitatges, i 1.140 famílies. La densitat de població era de 369,2 habitants/km².
Dels 1.914 habitatges en un 31% hi vivien nens de menys de 18 anys, en un 36,2% hi vivien parelles casades, en un 18,4% dones solteres, i en un 40,4% no eren unitats familiars. En el 34,4% dels habitatges hi vivien persones soles el 13,5% de les quals corresponia a persones de 65 anys o més que vivien soles. El nombre mitjà de persones vivint en cada habitatge era de 2,28 i el nombre mitjà de persones que vivien en cada família era de 2,94.
Per edats la població es repartia de la següent manera: un 24,2% tenia menys de 18 anys, un 11,5% entre 18 i 24, un 28,3% entre 25 i 44, un 20,1% de 45 a 60 i un 15,8% 65 anys o més.
L'edat mediana era de 35 anys. Per cada 100 dones de 18 o més anys hi havia 86,4 homes.
La renda mediana per habitatge era de 29.306$ i la renda mediana per família de 37.978$. Els homes tenien una renda mediana de 31.543$ mentre que les dones 21.985$. La renda per capita de la població era de 15.656$. Entorn del 10,3% de les famílies i el 14,9% de la població estaven per davall del llindar de pobresa.

## Poblacions més properes
El següent diagrama mostra les poblacions més properes.